# Batalla de Nesjar
La batalla de Nesjar (Slaget ved Nesjar) fue un conflicto bélico naval que tuvo lugar en la costa de Noruega en 1016. Uno de los principales eventos en el reinado del rey Olaf II el Santo. Sigvatr Þórðarson compuso el poema Nesjavísur en memoria de la batalla.
Fuentes tradicionales emplazan la batalla al este del fiordo de Oslo, pero la localización es desconocida, aunque debió ser en algún lugar del Langesundfjorden, posiblemente Frierfjord, en Brunlanes, Larvik, condado de Vestfold. Las partes implicadas eran los partidarios del pretendiente al trono Olaf Haraldsson, por un lado, y una alianza de vasallos suecos de Sveinn Hákonarson, por el otro.
Tras la derrota de Olaf Tryggvason en la batalla de Svolder, Noruega se dividió en un gobierno sueco gobernado por Sveinn Hákonarson y otro gobierno danés de Eirik Håkonsson. No obstante, tras la alianza de Eirik con su cuñado Canuto el Grande en su campaña de conquista de Inglaterra, el dominio danés disminuyó y el poder fue asumido por Olaf Haraldsson, pretendiente al trono por la línea sucesoria de Harald I de Noruega.
Sveinn, quien gobernaba desde Hålogaland (hoy Trøndelag), supo de las tentativas de apoyo de Olaf en el este de Noruega y no dudó en buscar apoyos entre sus caudillos vikingos aliados a lo largo de la costa tras organizar sus fuerzas navales y dirigirse al encuentro de su rival. El más poderoso de ellos era Erling Skjalgsson. 
Olaf Haraldsson, por otro lado, había finalizado el reclutamiento de partidarios y organizado una flota que ya se dirigía hacia la confrontación con Sveinn. Ambas fuerzas se enfrentaron el domingo de Ramos, 25 de marzo de 1016. Hay pocas referencias escritas que hayan sobrevivido sobre la batalla, pero generalmente coinciden en que fue un enfrentamiento feroz con resultados de amplias consecuencias en el futuro. Ninguno de los pretendientes murió, algo bastante inusual en un periodo turbulento de caudillaje y pretendientes al trono. No obstante, Sveinn Hákonarson huyó, abandonando el poder y retirándose a Suecia, donde murió de una enfermedad sin apenas tiempo para reorganizar sus fuerzas y recuperar Noruega.
El camino parecía que estaba limpio para el rey Olaf II con fines para la reunificación de Noruega, pero durante ese trayecto estuvo forzado más tarde a entrar en una alianza con Erling Skjalgsson, que no fue fácil y acabó con la ejecución de Erling tras la batalla de Boknafjorden en 1028. Sus seguidores tomaron venganza dos años más tarde, cuando el mismo rey Olaf II murió en la batalla de Stiklestad.